# Bathynellacea
De Bathynellacea zijn een orde van kreeftachtigen die behoren tot de klasse Malacostraca.

## Anatomie
Syncarida verschillen van de andere Malacostraca door het ontbreken van een carapax. Bathynellacea zijn klein (0,5 tot 3,5 mm) en bezitten 6 of 7 paar lange, dunne zwempootjes. Er is een pleotelson dat gevormd is door vergroeiing van het telson en het laatste pleoniet. Op het pleotelson bevinden zich een paar uropoden. Ze hebben geen ogen en bezitten ook geen lichaamspigmenten.

## Voorkomen en ecologie
Bathynellacea hebben een wereldwijde verspreiding met uitzondering van Antarctica en komen interstitieel in grondwater habitats voor. Men vindt ze niet in open water. Eén enkele soort komt in Afrika voor in warmwaterbronnen (tot 55°C) en twee andere soorten leven in zandige substraten tot een diepte van 1440 m in het Baikalmeer.
Weinig is gekend over de voedingsgewoonten. De darminhoud van enkele exemplaren bevatte plantaardig materiaal, nematoden en platwormen. De meeste Bathynellacea zijn waarschijnlijk omnivoor.

## Evolutie
Ze komen niet in zee voor maar hebben mariene voorouders. Alhoewel er tot nog toe geen fossielen werden ontdekt van de Bathynellacea, zijn er verwante vormen gevonden uit het Carboon en het Perm in mariene kustafzettingen.
De huidige vertegenwoordigers van deze groep lijken meer op larvale vormen dan op volwassen exemplaren van verwante Eumalacostraca. Aangenomen wordt dat voortijdige seksuele maturiteit van deze larvale vormen de transitie naar de onderaardse levenswijze van de groep inleidde. Hiervoor bestaan duidelijke aanwijzingen in de huidige post-embryonale ontwikkeling. De hiermede gepaard gaande reductie in lichaamsgrootte markeerde ook de transitie van benthische levenswijze naar een interstitieel bestaan.

## Taxonomie
De orde bestaat uit een 60-tal genera, verdeeld over twee families, waarvan de voornaamste hieronder worden weergegeven.
Bathynellacea Chappuis, 1915
- Bathynellidae Grobben, 1904
  - Agnathobathynella Schminke, 1980
  - Antrobathynella Serban, 1966
  - Austrobathynella Delamare Deboutteville, 1960
  - Baicalobathynella Birstein & Ljovuschkin, 1967
  - Bathynella Vejdovsky, 1882
  - Delamareibathynella Serban, 1989
  - Gallobathynella Serban, Coineau & Delamare Deboutteville, 1972
  - Meridiobathynella Serban, Coineau & Delamare Deboutteville, 1972
  - Nannobathynella Noodt, 1969
  - Pacificabathynella Schminke & Noodt, 1988
  - Parameridiobathynella Serban & Leclerc, 1984
  - Pseudantrobathynella Schminke, 1988
  - Pseudobathynella Serban, Coineau & Delamare Deboutteville, 1972
  - Sardobathynella Serban, 1973
  - Tianschanobathynella Serban, 1993
  - Transkeithynella Serban & Coineau, 1975
  - Transvaalthynella Serban & Coineau, 1975
  - Vandelibathynella Serban, Coineau &
  - Vejdovskybathynella Serban & Leclerc, 1984
- Parabathynellidae Noodt, 1965
  - Acanthobathynella Coineau, 1967
  - Afrobathynella Schminke, 1976
  - Allobathynellla Morimoto & Miura, 1957
  - Atopobathynella Schminke, 1973
  - Batubathynella Schminke, 1973
  - Brasilibathynella Jakobi, 1958
  - Chilibathynella Noodt, 1963
  - Cteniobathynella Schminke, 1973
  - Ctenophallonella Coineau & Serban, 1978
  - Eobathynella Birstein & Ljovuschkin, 1964
  - Habrobathynella Schminke, 1973
  - Haplophallonella Serban & Coineau, 1975
  - Heterodontobathynella Schminke, 1973
  - Hexabathynella Schminke, 1972
  - Iberobathynella Schminke, 1973
  - Lamtobathynella Serban & Coineau, 1982
  - Leptobathynella Noodt, 1965
  - Nilobathynella Dumont, 1984
  - Nipponbathynella Schminke, 1973
  - Noodtibathynella Schminke, 1973
  - Notobathynella Schminke, 1973
  - Nunubathynella Schminke, 1976
  - Odontobathynella Delamare Deboutteville & Serban, 1979
  - Parabathynella Chappuis, 1926
  - Parvulobathynella Schminke, 1973
  - Psalidobathynella Schminke, 1979
  - Sabahbathynella Schminke, 1988
  - Thermobathynella Capart, 1951